# 小倉到津球場
小倉到津球場（こくらいとうづきゅうじょう）は、福岡県小倉市（現北九州市小倉北区）にかつて存在した野球場。

## 歴史

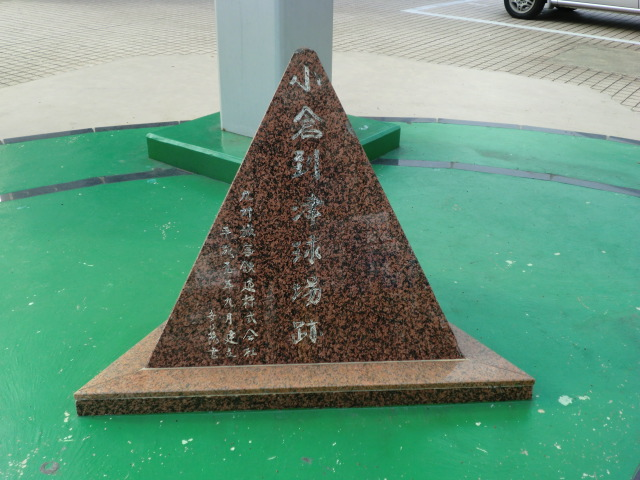
到津球場跡の碑

球場は1923年（大正12年）に完成。翌1924年（大正13年）に開場した。当時の鉄道省（国鉄）門司鉄道局の所有施設で、1918年に創設された九州鉄道管理局（1919年門司鉄道管理局、1920年門司鉄道局に改称）野球部のホームグラウンドとして使われていた。ただし、球場の経営は九州電気軌道（九軌、現西日本鉄道）が行っていた。
陸上競技場を兼ねており、外野は右翼が125m、左翼が85mと本塁－右翼側に長い長方形をしていた。
1925年秋から、門司鉄道局野球部と八幡製鐵所野球部との間の試合がこの球場で行われるようになった。両チームの試合は1927年から定期戦となり、「製門戦」として地元の名物となった。
1934年（昭和9年）11月26日に、この球場で日米野球の第15戦が行われ、全米チームが8-1で勝利した。7回裏にベーブ・ルースが125mの右翼スタンドを越える本塁打を放った記録が残っている。当日は雨で、ルースの本塁打は『予告ホームラン』だったといわれる。
日本プロ野球としては、1936年（昭和11年）6月14日に大阪タイガース対東京セネタースを皮切りにオープン戦が16試合行われたが、公式戦の開催実績はない。球場が廃止された明確な時期は不明だが、第二次世界大戦中とみられる。球場廃止後は国鉄→JR九州の到津宿舎となった。同地には1989年（平成元年）にJR九州により球場跡地を示す記念碑が設置されている。
後にJRのリストラで到津宿舎も廃止された。跡地には2012年（平成24年）2月24日から1週間をかけて、大和情報サービスによってショッピングセンター『アクロスプラザいとうづ』が開業した。

## プロ野球オープン戦開催実績
- 1936年6月14日　大阪タイガース 6-4 東京セネタース
- 1936年7月25日　東京巨人軍 4-2 大阪タイガース
- 1936年7月26日　東京巨人軍 0-8 大阪タイガース
- 1937年8月1日　大阪タイガース 6-8 ライオン軍
- 1938年7月31日　大阪タイガース 6-3 名古屋軍
- 1940年1月14日　大阪タイガース 9-3 南海軍
- 1940年9月1日　大阪タイガース 2-1 名古屋金鯱軍
- 1940年9月2日　阪急軍 3-2 イーグルス
- 1940年9月2日　東京セネタース 3-0 南海軍
- 1940年9月2日　東京巨人軍 1-2 大阪タイガース
- 1940年9月3日　名古屋軍 3-0 ライオン軍
- 1940年9月3日　東京セネタース 1-0 名古屋軍
- 1940年9月3日　大阪タイガース 3-1 阪急軍
- 1940年9月6日　名古屋軍 2-0 阪急軍
- 1940年9月6日　大阪タイガース 1-0 東京セネタース
- 1941年3月28日　阪神軍 11-5 阪急軍